# Bioètica
La bioètica és la branca de l'ètica que aspira a proveir els principis orientadors de la conducta humana en el camp biomèdic i bioteconològic. Etimològicament prové del grec ‘bios' i ‘ethos': "ètica de la vida", l'ètica aplicada a la vida humana i no humana (animals, medi ambient).
En un sentit més ampli, la Bioètica no es limita a l'àmbit mèdic, sinó que inclou tots els problemes morals que tenen a veure amb la vida en general, estenent d'aquesta manera el seu camp a qüestions relacionades amb el medi ambient i al tractament dels animals.
La bioètica és una disciplina relativament nova i l'origen del terme correspon a l'oncòleg nord-americà Van Rensselaer Potter, qui va utilitzar el terme per primera vegada en 1970 en un article publicat en la revista de la Universitat de Wisconsin Perspectives in Biology and Medicine i el títol del qual ostentava per primera vegada aquest terme: Bioethics: The science of survivol (Bioètica: la ciència de la supervivència). Posteriorment, l'any 1971, Potter publica un llibre amb el títol de Bioethics: bridge to the future (Bioètica: un pont cap al futur) en què es recullen diversos dels seus articles.

## Definició i àmbit
La bioètica abasta les qüestions ètiques sobre la vida que sorgeixen en les relacions entre biologia, medicina, política (cal no confondre-la amb la "biopolítica"), dret, filosofia, antropologia i teologia. Existeix un desacord sobre l'àmbit apropiat per a l'aplicació de l'ètica en temes biològics. Alguns bioètics tendeixen a reduir l'àmbit de l'ètica a la moralitat en tractaments mèdics o en la innovació tecnològica relacionant-la amb la tecnoètica. Altres, opinen que l'ètica ha d'incloure la moralitat de totes les accions que puguin ajudar o danyar organismes capaços de sentir por i dolor.
El criteri ètic fonamental que regula aquesta disciplina és el respecte a l'ésser humà, als seus drets inalienables, al seu bé veritable i integral: la dignitat de la persona.
A causa de l'íntima relació que existeix entre la bioètica i l'antropologia, la visió que d'aquesta es tingui condiciona i fonamenta l'anàlisi de cada intervenció tècnica sobre l'ésser humà.
La bioètica és amb freqüència material de discussió política, resultant en crus enfrontaments entre aquells que defensen el progrés tecnològic de forma incondicionada i aquells que consideren que la tecnologia no és un fi en si, sinó que ha d'estar al servei de la persona humana.
Les primeres declaracions de bioètica sorgeixen amb posterioritat a la Segona Guerra Mundial, quan el món s'escandalitza amb el descobriment dels experiments mèdics portats a terme pels facultatius del règim hitlerià amb els presoners en els camps de concentració. Aquesta situació, a la qual se suma el dilema plantejat per l'invent de la fístula per a diàlisi renal de Scribner (Seattle, 1960), les pràctiques de l'Hospital Jueu de Malalties Cròniques (Brooklyn, 1963) o l'Escola de Willowbrook (Nova York, 1963), van configurant un panorama on es fa necessària la regulació, o almenys, la declaració de principis a favor de les víctimes d'aquests experiments. Això determina la publicació de diverses declaracions i documents bioètics.

## Principis fonamentals
En 1979, els bioeticistes Beauchamp, T.L i Childress, J.F, van establir els quatre principis de la Bioètica: autonomia, no maleficència, beneficència i justícia. En un primer moment van definir que aquests principis són prima facie, això és, que vinculen sempre que no col·lideixin entre ells; en aquest cas caldrà donar prioritat a un o un altre depenent del cas. No obstant això en 2003, Beauchamp considera que els principis han de ser especificats per aplicar-los a les anàlisis dels casos concrets, o sigui, han de ser discutits i determinats pel cas concret a nivell casuístic.
Els quatre principis definits per Beauchamp i Childress són:

### Principi d'autonomia
Principi de respecte a les persones que imposa l'obligació d'assegurar les condicions necessàries perquè actuïn de forma autònoma. L'autonomia implica responsabilitat i és un dret irrenunciable, fins i tot per una persona malalta. Una persona autònoma té capacitat per a obrar, facultat d'enjudiciar raonablement l'abast i el significat de les seves actuacions i respondre per les seves conseqüències.
El principi d'autonomia té caràcter imperatiu i ha de respectar-se com norma, excepte quan es donen situacions que les persones puguin ser no autònomes o presentin una autonomia disminuïda (menors d'edat, persones en estat vegetatiu o amb dany cerebral, etc.) sent necessari en tal cas justificar perquè no existeix autonomia o perquè aquesta es troba disminuïda. En l'àmbit mèdic, el consentiment informat és la màxima expressió d'aquest principi d'autonomia, constituint un dret del pacient i un deure del metge, car les preferències i els valors del malalt són primordials des del punt de vista ètic i suposa que l'objectiu del metge és respectar aquesta autonomia perquè es tracta de la salut del pacient.

### Principi de beneficència
Obligació d'actuar en benefici d'altres, promovent els seus legítims interessos i evitant perjudicis. En medicina, promou el millor interès del pacient però sense tenir en compte l'opinió d'aquest. Suposa que el metge posseïx una formació i coneixements dels quals el pacient manca, per la qual cosa aquell sap (i per tant, decideix) el més convenient per a aquest. És a dir "tot per al pacient, però sense comptar amb el pacient".
Un primer obstacle a l'analitzar aquest principi és que desestima l'opinió del pacient, primer involucrat i afectat per la situació, prescindint de la seva opinió a causa de la seva falta de coneixements mèdics. No obstant això, les preferències individuals de metges i de pacients poden discrepar respecte què és perjudici i què és benefici. Per això és difícil defensar la primacia d'aquest principi, car si es prenen decisions mèdiques des d'aquest, es deixen de costat altres principis vàlids com l'autonomia o la justícia.

### Principi de no-maleficència (Primum non nocere)
Abstenir-se intencionadament de dur a terme accions que puguin causar dany o perjudicar a altres. És un imperatiu ètic vàlid per a tots, no només en l'àmbit biomèdic sinó en tots els sectors de la vida humana. En medicina, aquest principi ha de trobar una interpretació adequada doncs de vegades les actuacions mèdiques danyen per obtenir un bé. Llavors, del que es tracta és de no perjudicar innecessàriament. L'anàlisi d'aquest principi va de la mà amb el de beneficència, perquè prevalgui el benefici sobre el perjudici.
Les implicacions mèdiques del principi de no maleficència són vàries: cal tenir una formació teòrica i pràctica rigorosa i actualitzada permanentment per dedicar-se a l'exercici professional, investigar sobre tractaments, procediments o teràpies noves, per a millorar els ja existents a fi que siguin menys dolorosos i lesius per als pacients; avançar en el tractament del dolor; evitar la medicina defensiva i la multiplicació de procediments i/o tractaments innecessaris.

### Principi de justícia
Tractar cadascú com correspongui amb la finalitat de disminuir les situacions de desigualtat (biològica, social, cultural, econòmica, etc.) En la nostra societat, encara que en l'àmbit sanitari la igualtat entre tots els homes és només una aspiració, es pretén que tots siguin menys desiguals, per la qual cosa s'imposa l'obligació de tractar igual els iguals i de manera desigual els desiguals per disminuir les situacions de desigualtat.
El principi de justícia el podem diferenciar en: un principi formal (tractar igual els iguals i desigual els desiguals) i un principi material (determinar les característiques rellevants per a la distribució dels recursos sanitaris: necessitats personals, mèrit, capacitat econòmica, esforç, etc.)
Les polítiques públiques es dissenyen d'acord amb certs principis materials de justícia. A Espanya per exemple, l'assistència sanitària és teòricament universal i gratuïta, per tant basada en el principi de necessitat. En canvi, als Estats Units la majoria de l'assistència sanitària de la població està basada en les assegurances individuals contractades amb companyies privades d'assistència mèdica.
Per excloure qualsevol tipus d'arbitrarietat és necessari determinar quines igualtats o desigualtats cal tenir en compte per determinar el tractament que es doni a cadascú. El malalt espera que el metge faci tot el possible en benefici de la seva salut, però també ha de saber que les actuacions mèdiques estan limitades per una situació imposada al metge, per exemple per interessos legítims de tercers.
La relació metge-pacient es basa fonamentalment en els principis de beneficència i d'autonomia, però quan aquests principis entren en conflicte, sovint per l'escassesa de recursos, és el principi de justícia el que entra en joc. En canvi, la política sanitària es basa en el principi de justícia, i serà tant més justa en tant que aconsegueixi una major igualtat d'oportunitats per compensar les desigualtats.

## Principals regulacions i documents
- Declaració Universal dels Drets Humans (1948)
- Codi de Nuremberg (1947)
- Declaració de Hèlsinki (1964)
- Declaració de Tòquio (1975)
- Informe Belmont (1979)
- Declaració de Manila (1980)
- Conveni per a la protecció dels Drets Humans i la Dignitat de l'Ésser Humà pel que fa a les aplicacions de la Biologia i la Medicina Arxivat 2008-04-15 a Wayback Machine. (Conveni sobre Drets Humans i Biomedicina o Conveni d'Oviedo), Consell d'Europa (1997) (document en castellà)
- Declaració Universal sobre el Genoma i els Drets Humans (en castellà), UNESCO (1997)
- Declaració Internacional sobre les Dades Genètiques Humans (en castellà), UNESCO (2003)
- Declaració Internacional sobre Bioètica i Drets Humans (en castellà), UNESCO (2005)
- Codis deontològics professionals
- Comitès de bioètica: Comitè de Bioètica de Catalunya, Comitè de Bioètica de la Comunitat Valenciana, Comitè Nacional de Bioètica d'Andorra, etc.

## Problemes bioètics
Algunes qüestions freqüentment tractades en bioètica són les següents: 
- Avortament
- Clonació
- Concepte de funcionalitat conductual
- Criónica
- Desenvolupament sostenible
- Donació d'òrgans
- Drets dels animals
- Drogues
- Eutanàsia
- Ètica mediambiental
- Genètica
- Investigació amb cèl·lules mare
- Investigació i assaigs clínics
- Mètodes anticonceptius
- Qualitat de vida
- Quimera
- Reproducció assistida
- Sanitat
- Sexualitat
- Sida
- Suïcidi
- Tecnoètica
- Tractament del dolor
- Trasplantament de teixits

## Bioètics destacats
- Francesc Abel i Fabre
- Marc Antoni Broggi i Trias
- María Casado González
- Javier Gafo
- André Hellegers
- Jérôme Lejeune
- Federico Mayor Zaragoza
- Javier Sádaba
- Peter Singer
- Núria Terribas i Sala
- Mary Warnock
- Ramon Valls Plana
- Maria Dolores Vila-Coro Barrachina